# Palacio de los Águila (Ciudad Rodrigo)
El Palacio de los Águila, también llamado Casa del Principe o del Marqués de los Altares, es un edificio renacentista de la localidad española de Ciudad Rodrigo, construido entre los siglos XVI y XVII. Su promotor fue Don Antonio del Águila, alférez mayor y alcaide del castillo de la villa, iniciando las obras Hernando de Güemes aunque en el dilatado periodo de construcción intervinieron distintos maestros.
Es el palacio de mayores dimensiones de la ciudad. Ocupa una manzana sin tener edificaciones anejas. Su portada adovelada está enmarcada por un alfiz. En su recinto cuenta con jardín, dos patios interiores, uno de ellos plateresco de doble arquería en tres de sus lados, decorada con medallones y escudos en las enjutas de los arcos, y con los antepechos de la segunda galería labrados, y con capilla privada. 
Es monumento histórico artístico desde 1969.
En el año 2000 fue restaurado y desde entonces acoge el Centro Hispano-Luso y exposiciones temporales. También ha sido sede de la Feria de Teatro de Castilla y León.